# ギニアの国章
ギニアの国章（ギニアのこくしょう）は、1984年に制定され、2011年に修正された。ギニアの国旗にあわせて左から赤、黄、緑の三色に塗られている。上部には平和の象徴であるオリーブの枝をくわえた白い鳩があしらわれ、黄色く塗られたオリーブの枝を境に左が赤く、右が緑に塗られている。下部にはギニアの公用語であるフランス語で国の標語であるTravail, Justice, Solidarite（労働、正義、連帯）という言葉の書かれた幕が垂れ下がっている。

## 歴史
ギニア共和国は1958年10月2日の独立の際（初代国章）に採用され、アフメド・セク・トゥーレが1984年に死去するまで使用されていた。
1984年、ランサナ・コンテが政権を掌握すると、コンテ政権は新しい国章を制定。ライフルと剣をオリーブの枝に乗せた。1993年12月23日にはまた新しい新国章案が採択された。2011年には4度目の国章案を採用し現在の国章となった。

## 旧国章

1958-1984
1984-1993
1993-2011